# Francqui-Stichting
De Francqui-Stichting is een Belgische stichting om de ontwikkeling van het hoger onderwijs en het wetenschappelijk onderzoek in België te bevorderen. De stichting is vooral bekend van de jaarlijkse wetenschappelijke Francquiprijs.

## Geschiedenis
De Francqui-Stichting werd bij koninklijk besluit van 25 februari 1932 opgericht. Bezielers waren de zakenman Emile Francqui en Amerikaans president Herbert Hoover. De stichting had tot doel de bevordering van hoger onderwijs en wetenschappelijk onderzoek in België. In 1933 werd voor de eerste maal de wetenschappelijke Francquiprijs uitgereikt. In 1946 werden de eerste hoogleraren als titularissen van de Francqui-Leerstoelen benoemd.

## Activiteiten
De stichting is vooral bekend van de Francquiprijs, die jaarlijks aan een jonge vorser wordt uitgereikt als ondersteuning voor verder wetenschappelijk onderzoek. De prijs wordt uitgereikt door de koning.
Jaarlijks benoemt de stichting aan Belgische universiteiten Francqui-Leerstoelen. Bijzondere hoogleraren worden benoemd voor een reeks van tien speciale voordrachten. De leerstoelen moedigen uitwisseling tussen de Belgische universiteiten aan.
Ook nodigt de Francqui-Stichting buitenlandse onderzoekers uit om de International Francqui Professor Leerstoelen te bekleden. Er zijn drie internationale leerstoelen: een voor de exacte wetenschappen (wiskunde, natuurkunde, scheikunde en aanverwanten), een voor de humane wetenschappen (literatuur, filosofie, kunst en aanverwanten) en een voor de biologische en medische wetenschappen. Deze leerstoelen worden door twee of meer Universiteiten aangevraagd. De bekleder van een internationale Francqui-Leerstoel verblijft aan een universiteit, maar verdeelt zijn activiteit over meerdere instellingen.
De stichting werkt samen met de Belgian American Educational Foundation en financiert studiebeurzen.

## Voorzitters
| Periode      | Voorzitter         |
| ------------ | ------------------ |
|              |                    |
| 1932 - 1988  | ?                  |
| 1988 - 2002  | Jacques Groothaert |
| 2002 - 2015  | Mark Eyskens       |
| 2015 - heden | Herman Van Rompuy  |